# تشارلز إدوارد أموري ينسلو
تشارلز إدوارد أموري ينسلو (بالإنجليزية: Charles-Edward Amory Winslow) (و. 1877 – 1957 م) هو عالم نبات، وأستاذ جامعي من الولايات المتحدة الأمريكية . ولد في بوسطن .
توفي في نيو هيفن، كونيتيكت .

## التعليم
تعلم في معهد ماساتشوست للتكنولوجيا

## مناصب وهيئات
أدار جامعة ييل.

## جوائز
حصل على جوائز منها:
- Léon Bernard Foundation Prize (1952).